# جمعية ماساتشوستس لمنع القسوة ضد الأطفال
جمعية ماساتشوستس لمنع القسوة ضد الأطفال (بالإنجليزية:Massachusetts Society for the Prevention of Cruelty to Children) هي منظمة خيرية غير حكومية ولها مكاتب في بوسطن وجميع أنحاء ولاية ماساتشوستس وتسعى الجمعية إلى تعزيز الأسر ومنع إساءة معاملة الأطفال من خلال رعاية الطفل الأساسية وعلاج الأمراض النفسية والدعوة عامة وفعالة.

## روابط خارجية
- Official site
- http://www.mspcc.org/
- http://www.uwpv.org/index.php?id=108